# María Parado de Bellido
María Andrea Parado Jayo (Huamanga o Paras, 5 de julio de 1777-Huamanga, 11 de mayo de 1822), más conocida por su nombre de casada María Andrea Parado de Bellido, fue una informante peruana, heroína y mártir de la independencia del Perú. Aunque a veces se le califica de precursora de la independencia, en realidad su actuación se dio durante la fase sanmartiniana de aquella guerra, es decir ya iniciado el proceso final de la emancipación. Perteneció a la clase popular que apoyó a los ejércitos libertadores. Fue una mujer mestiza y quechua hablante que, exponiendo su bienestar y el de su familia, sacrificó su vida antes de delatar a otros patriotas que, como ella, servían a la causa independentista. Fue fusilada en la plazuela del Arco, en Huamanga.

## Biografía
Poca es la información que se tiene sobre la mayoría de héroes populares, muchos de ellos anónimos. Ejemplo de ello, son las trayectorias biográficas de José Olaya y María Andrea Parado de Bellido. La historiografía oficial siempre ha marginado u ocultado la participación de los sectores populares de diversas clases sociales y grupos étnicos. Este anonimato resulta aún más cierto en el caso de las mujeres, ya que su participación en el proceso independentista se encuentra invisibilizada. De esta heroína se conocen pocos detalles de su extensa vida, si se tiene en cuenta que al momento de su sacrificio tenía 44 años.

### Primeros años
Diversos historiadores concuerdan en que María Andrea nació en Huamanga, en la sierra sur del Perú. Sin embargo, el cura Carlos Cárdenas, tras revisar los archivos parroquiales de su jurisdicción por los años 1930, concluyó que la heroína era natural del pueblo de Paras, en la actual provincia de Cangallo (a 172 km al sur de Huamanga). Se basó en que, en algunas partidas de matrimonio y de bautizo de Paras y de otros pueblos aledaños, aparece mencionada María Parado como madrina, dándose a entender que era residente y natural de ese pueblo; asimismo, en la partida de bautismo de su hijo Tomás se la menciona también como natural de Paras. De otro lado, Cárdenas recogió tradiciones orales de personas ancianas que recordaban a la heroína como oriunda de Paras. La partida de bautismo de María Andrea, que debería develar el enigma, está perdida, pues solo se conservan los archivos parroquiales de Paras a partir de los años 1800. En lo que respecta a los archivos de Huamanga, una investigación minuciosa tampoco logró ubicar allí su partida de bautismo, lo que abonaría a favor de su nacimiento en Paras.
Tampoco hay consenso en cuanto a la fecha de su nacimiento. El historiador Eugenio Larrabure y Unanue dice que fue en 1761; Dionisio Miranda (bisnieto de la heroína) lo situó alrededor de 1777, sin precisar el año exacto. El ya mencionado sacerdote Cárdenas, fijó la fecha en 5 de julio de 1771, basándose en una tradición oral que recogió de los descendientes de la familia Bellido. El año dado por Larrabure parece ajustarse más a la verdad, y concuerda con otro autor, José Domingo Cortés, quien en su Diccionario biográfico americano, dice que al momento de su muerte, María Andrea era ya una mujer madura de más de 40 años.
Sus padres fueron Fernando Parado, criollo de ascendencia alto peruana, y Jacinta Jayo o Ccayo, una mujer indígena. Su infancia fue como la de todas las niñas de su tiempo, que no recibían instrucción y solo se preparaban para las tareas conyugales. Su familia se dedicaba a las actividades agropecuarias.

### Casamiento e hijos
María Andrea se casó a la edad de 15 años con Mariano Bellido, natural de Viscapalca y de oficio negociante, que para el año 1820 trabajaba en la sección de correos del pueblo de Paras, donde la familia tenía su residencia, aunque radicaban temporalmente en Huamanga. De esa unión tuvo siete hijos, cinco mujeres y dos varones: Gregoria, Andrea, Mariano, Tomás, María, Leandra y Bartola. Tanto su esposo como sus hijos varones colaboraron desde 1820 con las fuerzas patriotas.
Tomás se enroló en las filas patriotas del general Juan Antonio Álvarez de Arenales cuando éste pasó por Huamanga en 1820, y luego se sumó a los montoneros patriotas acaudillados por Cayetano Quirós, que se hallaban en actividad en Cangallo, montoneras integradas mayormente por indígenas. Se dice que al principio, María Andrea no deseaba que su hijo Tomás arriesgara su vida luchando en la guerra y ofreció a Quirós 500 pesos como rescate por él. Pero Tomás se negó a abandonar la milicia y convenció a su madre de que todo lo hacía por la causa sagrada de la independencia. María Andrea entendió y desde entonces procuró apoyar a los patriotas, destinando dicho dinero para los gastos de las fuerzas patriotas. Su esposo y su otro hijo varón, Mariano, empezaron también a colaborar con aquellos montoneros que actuaban en coordinación con las fuerzas regulares del general José de San Martín.

### Labor por la causa libertadora

#### Contexto
Ocupada Lima por el ejército libertador comandado por el general José de San Martín y proclamada la independencia del Perú en Lima en 1821, los realistas, al mando del virrey José de la Serna, se replegaron a la sierra, mientras que la mayoría de las ciudades de la costa se sumaban a la causa patriota. También en la sierra central crecía la adhesión a la causa de la libertad, representada por las guerrillas o montoneras integradas por indígenas y mestizos del bajo pueblo.
La Serna se estableció en el Cusco, en la sierra sur, que se convirtió en el bastión de los realistas, cuyas fuerzas estaban mayormente formadas por mestizos y criollos reclutados a la fuerza en las ciudades. Desde el Cusco, La Serna envió a sus fuerzas hacia la sierra central, para que sometieran a los «insurgentes», como denominaba a los patriotas. Estas fuerzas de represión estaban comandadas por el general José Carratalá y el coronel Juan Loriga.
Carratalá estableció su cuartel en la ciudad de Huamanga y se encargó de la represión de las actuales provincias ayacuchanas de Parinacochas, Lucanas y Huamanga, labor que realizó de una manera despiadada. Pueblos enteros, cuyos habitantes eran denodados partidarios de la independencia, fueron incendiados y arrasados. Los patriotas que caían en manos de los realistas eran fusilados de inmediato. Uno de esos pueblos fue Cangallo, cuya destrucción ordenó el mismo Carratalá, quien colocó un cartel con estas palabras: «Queda reducido a cenizas y borrado para siempre del catálogo de los pueblos el criminalísimo Cangallo... nidero de ladrones, asesinos y toda clase de delincuentes».
Uno de los objetivos de Carratalá era enlazarse con las fuerzas realistas que combatían a las fuerzas patriotas en la región de Ica, en la costa. Pero enterado de la derrota de esos patriotas en La Macacona (7 de abril de 1822), permaneció en Huamanga y concentró todos sus esfuerzos en exterminar a las guerrillas de Quirós, en las que militaban el esposo y los hijos de María Parado. Quirós fue sorprendido y derrotado en Paras (27 de abril de 1822) y los realistas desataron enseguida una feroz represalia sobre los pueblos andinos y fue en ese contexto en que se produjo el martirio de María Andrea.

#### Informante de los patriotas
Seguramente fue el ejemplo del esposo y sus hijos lo que impulsó a María Andrea a trabajar también por la causa libertadora, desde la ciudad de Huamanga. Como ella no sabía escribir, le dictaba a un amigo de confianza, llamado Matías Madrid, las cartas que remitía a su marido con la finalidad de informarles de los movimientos y los planes del enemigo; información que Mariano comunicaba de inmediato al patriota Quirós. Así, por ejemplo, gracias a una de esas misivas, los guerrilleros patriotas pudieron abandonar el pueblo de Quillamachay, el 29 de marzo de 1822; al día siguiente el pueblo fue ocupado por los realistas, y allí se encontró la misiva, olvidada por descuido en la chamarra de un guerrillero.
Otra versión, recogida por Dionisio Miranda, dice que el indio portador de la misiva fue abordado por unos sacerdotes realistas, que simulando ser patriotas, le engatusaron y le arrancharon la misiva; sin embargo, el mensaje llegó de todos modos a Quirós, que puso a salvo a sus tropas. Por su parte, Cárdenas recogió otra versión oral, según la cual, el indio mensajero, cansado del viaje, se quedó dormido en la puerta de la casa de Bellido en Paras, circunstancia en la que un perro le robó su fiambre envuelto en un mantel donde se hallaba amarrada la misiva, y que esta fue a parar a un campo donde lo halló el sacristán de la iglesia de Paras, que lo entregó al párroco y este a la vez lo envió a Carratalá.
Este era el texto de dicha carta (publicada por primera vez por Dionisio Miranda, bisnieto de la heroína):

Huamanga, Marzo 26 de 1822

Idolatrado Mariano:

Mañana marcha la fuerza que de esta ciudad a tomar la que existe allí, y a otras personas, que defienden la causa de la libertad. Avísale al Jefe de esa fuerza, señor Quirós, y trata tu de huir inmediatamente a Huancavelica, donde nuestras primas las Negretes; porque si te sucediese una desgracia (que Dios no lo permita) sería un dolor para tu familia, y en especial para tu esposa.
Andrea.

#### Martirio
Aunque la misiva descubierta solo estaba firmada con el segundo nombre de la heroína, los realistas pronto identificaron quién era la remitente. Descubierta entonces, María Andrea fue apresada el 30 de marzo en Huamanga y sometida a intenso interrogatorio para que delatara a los patriotas comprometidos, entre ellos, al que había escrito la carta dictada por ella. Carratalá no dudó incluso en aplicarle la tortura. Pero ella se negó rotundamente a dar nombres y dio reiteradamente la misma respuesta: «¡Yo la escribí!». Finalmente, Carratalá ordenó su fusilamiento.

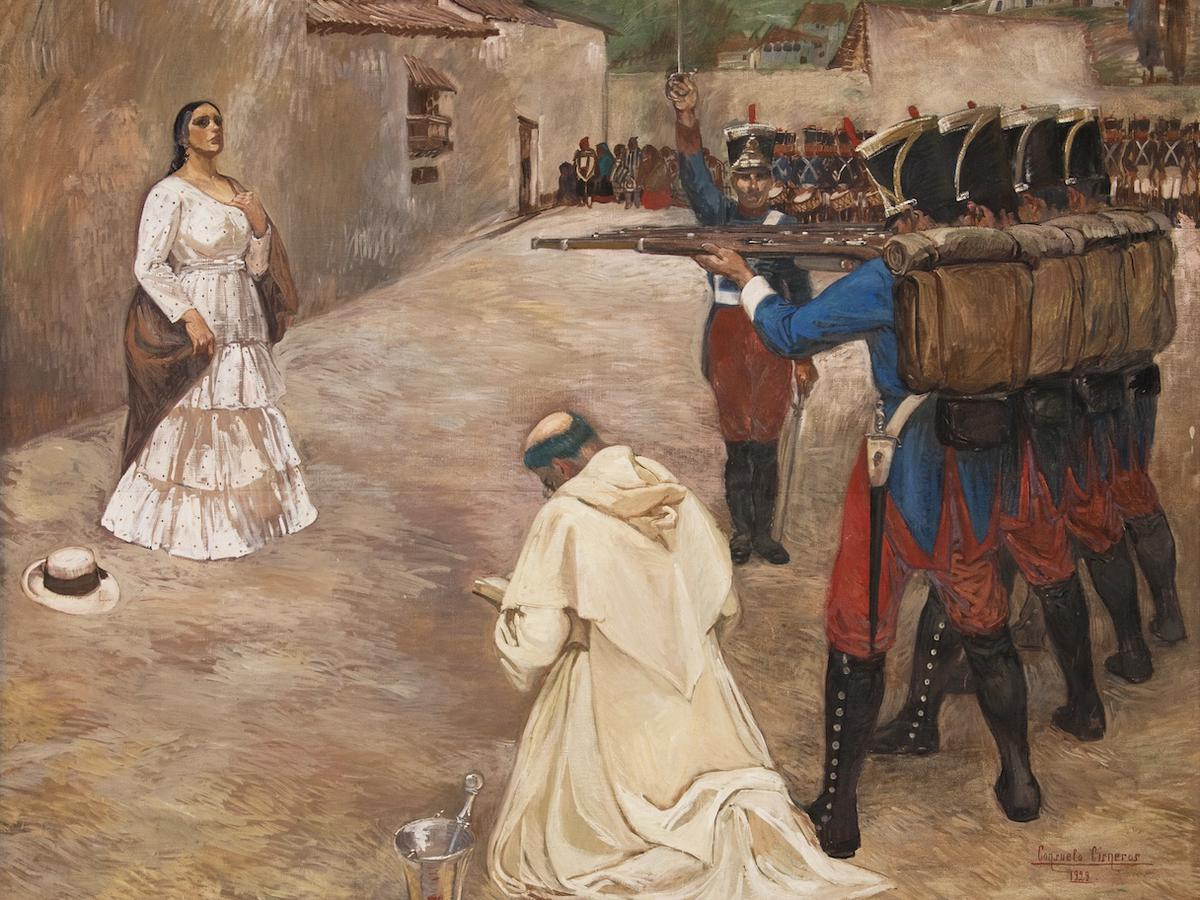
Fusilamiento de la heroína María Parado de Bellido, óleo sobre tela pintado en 1929 por Consuelo Cisneros y expuesto en el Museo Nacional de Arqueología, Antropología e Historia del Perú

Custodiada por fuerzas de la guarnición realista, María Andrea fue llevada en procesión en torno a la plaza huamanguina y en cada esquina un oficial leyó el bando de la sentencia dictada por Carratalá, justificando su acción «para escarmiento y ejemplo de los posteriores por haberse rebelado contra el rey y señor del Perú». Luego fue conducida a la pampa o plazuela del Arco donde le esperaba el pelotón de fusilamiento. Después de ser amonestada por última vez, para que revelara el secreto, prometiéndosele la vida, rechazó la proposición sin vacilar. Y resignada a sufrir el último suplicio, se arrodilló y esperó la muerte con la mirada dirigida al cielo. Solo bastaron dos tiros de fusil para acabar con su vida. Al momento de su martirio tenía 60 años.
Se cuenta que el cadáver de María Andrea fue sepultado de limosna por los frailes mercedarios en su templo, a pocas cuadras del lugar de fusilamiento, mientras sus hijas quedaron abandonadas a su suerte y no se les permitió siquiera asilarse en un monasterio.Luego surgieron diversas versiones confusas sobre su familia, trasmitidas de manera oral. Lo único verificable es que Simón Bolívar estableció una pensión de gracia para las hijas sobrevivientes de la heroína, pero no se sabe la suerte que corrieron su esposo y sus hijos varones que participaron en las montoneras.

#### La fecha de su martirio
Como ha ocurrido con la fecha de nacimiento de la heroína (5 de julio), la fecha de su muerte (11 de mayo de 1822) ha sido también establecida por el cura Carlos Cárdenas, quien consultó a los descendientes de la familia de María Parado, principalmente Sixta Uribe, nieta de Mariano Bellido (aunque no descendiente de María Andrea, sino del segundo compromiso de Mariano), quien le enseñó apuntes de la familia donde figuraban los días de nacimientos y defunciones de cada uno de sus miembros, que habían quedado registrados muy celosamente, pues era información importante para la celebración de las misas de honras. También halló otros documentos que mencionaban explícitamente la fecha de 11 de mayo como el de la muerte de María Andrea. Anteriormente se mencionaban otras fechas, como el 27 de marzo, el 5 de abril o el 1 de mayo de 1822, como se ve en algunos libros y enciclopedias.

## Semblanzas
A pesar de la parquedad de los datos biográficos, la fama de María Andrea Parado de Bellido se ha extendido más allá de su tierra natal. Leamos lo que ha escrito sobre ella el famoso escritor estadounidense Carleton Beals en su libro Fuego sobre los Andes:

"Entre todas las ciudades peruanas destaca Ayacucho, que produjo un grupo notable de mujeres que destacaron no sólo en las letras del tiempo colonial, sino también por su valor, entre ellas Ventura Ccalamaqui, Pallchamascachi Ttica, María de Bellido. Madre de hijos que luchaban por la causa de los patriotas, María de Bellido prefirió marchar al patíbulo antes que traicionar el secreto de los insurgentes. Después de haber sido paseada por las cuatro esquinas de la plaza pública donde debía llevarse a cabo su ejecución y leída que le fue en voz alta la sentencia que la condenaba a muerte, la noble mujer dijo, dirigiéndose altivamente a sus verdugos: "No estoy aquí para informar a ustedes, sino para sacrificarme por la causa de la libertad".
Carleton Beals

Por su parte, el periodista Aurelio Miró Quesada, en una visita que hizo en Ayacucho a la casa de la heroína, escribió (en su libro Costa, sierra y montaña):

"Hay otras muchas casas en Ayacucho con tradición o con leyendas. Voy así a visitar la residencia de la arrogante heroína ayacuchana María Parado de Bellido. Es una casa sobria, con limpias paredes encaladas y una vid en el patio al lado de unos severos peldaños de piedra. Allí estaba María Parado de Bellido cuando los tenientes de Carratalá la redujeron a prisión, asaltando y saqueando la casa. A pesar de todos los esfuerzos, la heroína no quiso confesar a quién había escrito la carta enviada por ella a las filas patriotas; y después de habérsela hecho dar la vuelta a la Plaza, como escarmiento público, se la fusiló [...], en la pampa del Arco donde actualmente se levanta su estatua."
Aurelio Miró Quesada Sosa

## En la cultura popular
- En el distrito del Rímac, existe la Institución Educativa Emblemática María Parado de Bellido.
- María Parado aparece en Los otros libertadores interpretada por Magaly Solier, junto a otra heroína ayacuchana Ventura Ccalamaqui, quien actuó como su mentora en espionaje.
- Renata Flores escribió e interpretó una canción llamada «María Parado de Bellido» en su álbum Isqun.